# Мурильо, Бартоломе Эстебан
Бартоломе́ Эсте́бан Мури́льо (исп. Bartolomé Esteban Murillo; 31 декабря 1617, Севилья — 3 апреля 1682, Севилья) — живописец «Золотого века испанского искусства» эпохи барокко, представитель севильской школы живописи.

## Биография
Бартоломе Эстебан родился, вероятно, в последние дни 1617 года, поскольку был крещён в приходе Санта-Мария-Магдалена в Севилье 1 января 1618 года. Он был младшим из четырнадцати братьев и сестёр, детей цирюльника Гаспара Эстебана и Марии Перес Мурильо, происходившей из семьи серебряных дел мастеров. Согласно обычаям того времени Эстебан взял вторую фамилию своей матери.
Ребёнок рано стал сиротой: в 1627 году умер его отец, а спустя год — мать, после чего мальчик попал на воспитание в семью старшей сестры Анны и её мужа Хуана Агустина Лагареса. Документальные свидетельства ранней жизни Мурильо и его художественного образования отсутствуют. Испанский художник и историограф Антонио Паломино, младший современник Мурильо, утверждал, что Мурильо обучался в мастерской Хуана дель Кастильо, женатого на одной из дочерей Антонио Переса, дяди Мурильо и его крёстного отца, а также самого художника-иллюстратора. По жёсткой манере рисунка и нежной выразительности лиц влияние Кастильо отчётливо видно в, вероятно, самой ранней из сохранившихся работ Мурильо, даты исполнения которой могли соответствовать 1638—1640 годам.
По словам Паломино, покинув мастерскую Хуана дель Кастильо, будучи достаточно подготовленным, чтобы "поддерживать себя рисованием на ярмарках (которые были очень распространены в то время), он в 1642 году, в возрасте двадцати шести лет, отправился в Мадрид, где под покровительством Диего Веласкеса, который также был родом из Севильи, «знакомился с выдающимися картинами дворца»: Тициана, Рубенса, Ван Дейка и Риберы (тем не менее, его пребывание в Мадриде в эти годы не подтверждается документально и поэтому оспаривается). Ничто не указывает на то, что он совершил поездку в Италию, которую И. фон Зандрарт ему приписывал, а Паломино отрицал.
На его первые работы повлияли Франсиско де Сурбаран, Хосе де Рибера и Алонсо Кано, но, прежде всего, фламандские живописцы. В 1645 году он вернулся в Севилью и женился на Беатрис Кабрера-и-Вильялобос, от которой у него было десять детей. Из них только пятеро пережили свою мать, и только один, Габриэль (1655—1700), позже продолжил дело Бартоломе как художник. В год своей свадьбы Мурильо получил первый крупный заказ. Он должен был написать одиннадцать картин для монастыря Сан-Франциско в Севилье с изображениями францисканских святых. Он работал над этим проектом с 1645 по 1648 год.
После периода жизни в Мадриде, с 1658 по 1660 год, Мурильо вернулся в Севилью. Здесь он стал одним из основателей Академии изящных искусств, разделив её руководство в 1660 году с Франсиско Эррерой Младшим. После смерти жены 1 января 1664 года его образ жизни изменился, но он также стал периодом наибольшей активности, Мурильо получал множество важных заказов, в том числе на алтари для монастыря августинцев, картины для церкви Санта-Мария-ла-Бланка, ставшей вспомогательным приходом Севильского собора (завершены в 1665 году). Некоторое время художник жил в монастыре капуцинов, где ему было предложено расписать алтарную стену. В мае 1665 года Мурильо был принят в Братство милосердия. Вознаграждение, полученное живописцем за работу для Братства, не повлияло на присущий Мурильо умеренный образ жизни. Он умер в Севилье в 1682 году, через несколько месяцев после того, как упал с подмостков во время работы над фреской в церкви капуцинов в Кадисе. Фреска была дописана его учеником Франсиско Менесис Осорио.

## Творчество
Произведения Мурильо варьируются от тенебризма Сурбарана в «Экстазе святого Франциска» до «мягкого светящегося стиля» (как в «Смерти святой Клары»), который стал типичным для зрелых работ Мурильо. По словам историка искусства Мануэлы Б. Мены Маркес, «в… Левитации Святого Жиля (картины более известной как „Кухня ангелов“) и „Смерти Святой Клары“ (Галерея старых мастеров, Дрезден) характерные элементы творчества Мурильо уже очевидны: изящество и красота женских фигур и ангелов, реалистичность деталей натюрморта и слияние действительности с духовным миром, необычайно хорошо развитое в некоторых композициях». Помимо алтарных картин и образов францисканских святых Мурильо писал также картины бытового жанра со сценками из севильской простонародной жизни: таковы несколько картин, известных под названием «Уличные ребятишки», изображающих мальчиков и девочек, занятых едой, игрой в кости, счётом мелких монет, продажей фруктов. Такие картины имеются в Лувре, Мюнхенской пинакотеке, в Эрмитаже, в Будапештской и многих других галереях. Мурильо занимался также пейзажной живописью.
Мурильо, как правило, размещает предметы в параллельных плоскостях на чёрном фоне, а в центре обычно помещает группу фигур, словно купающихся в небесном сиянии. При этом Мурильо удавалось объединить тенебризм и яркость красок.
А. Н. Бенуа в своём «Путеводителе по картинной галерее Императорского Эрмитажа» (1910) выразил свою знаменитую интерпретацию происхождения мастера:

 «Мурильо „вышел из Караваджо“, из натурализма. Это доказывают его первые работы… Однако во всём своём облике он всё же становится почти антиподом натуралистов. Приблизительно в 40-х годах XVII века на смену мужественности и героизму по Европе пронеслась какая-то волна женственности и аффектации. Быть может тому способствовали окончание 30-летней войны и паника, вызванная всюду успехами английской революции. В Испании эта волна совпала с усилением религиозной экстатичности, с появлением новых святых, с успехами инквизиции, наконец, с началом падения политического могущества. Испанское искусство с середины XVII века теряет своё прежнее здоровье, свою бодрость и простоватую искренность и начинает приобретать определённо „прециозный“ характер… Мурильо, некогда любимец толпы и эстетов, ныне несколько утратил свою популярность… Мурильо для нас слишком нежен, деликатен, „благовоспитан“, „надушен“. Ему далеко до трагического мятежа Микель Анджело, до коварной ласки Леонардо, до откровенной чувственности Тициана, до экстаза Теотокопули; ему далеко и до бодрой правды Караваджо, Риберы, Сурбарана, Веласкеса, Рубенса. Он не скажет ни одного слова просто. Он не положит ни одного яркого тона. Его особенность вся таится в какой-то неуловимости, в какой-то вуали, в деликатности и дискретности. И всё же современное отношение к Мурильо несправедливо. Ведь это просто огромный, первоклассный мастер… Сильнейшее впечатление на него произвели фламандцы. И несомненно, что Мурильо отражает некоторые черты их, и более всего Ван Дейка… Мурильо мастер виртуоз, волшебник, каким-то дуновением создававший свои картины (изумительна именно эта неуловимость техники Мурильо), но Мурильо и прелестный, если не захватывающий, поэт» 
Современный исследователь пишет об этом проще и категоричнее:

 «В сравнении с картинами своего непосредственного предшественника Сурбарана, обладавшего возвышенным, монументальным стилем, работы Мурильо отличает простонародный, слегка сентиментальный, бытовой натурализм. Это характерно для общей деградации испанской школы живописи конца XVII века. В алтарных композициях под влиянием искусства барокко Мурильо поднимается до мистического ощущения света и цвета. В своё время Мурильо был необычайно популярен, недаром его называли „Испанским Рафаэлем“»
Всех произведений Мурильо насчитывается свыше 450 (по Куртису, 481; по Лефору, 478). У Мурильо было много учеников и последователей. Плодотворное подражание его картинам обеспечило ему репутацию в Испании и известность во всей Европе, и до XIX века его работы были более известны, чем произведения любого другого испанского художника. Среди живописцев, находившихся под влиянием его творчества, были Т. Гейнсборо и Ж.-Б. Грёз. Из его непосредственных учеников известны Ф. М. Осорио, С. Гомес, Перес де Ольгин и Вильявисенсио, а из подражателей — А.-М. де Тобар, Х. де Вальдес Леаль.
В России XVIII—XIX веков творчество Мурильо пользовалось необычайной популярностью. В санкт-петербургском Эрмитаже образовалась значительная коллекция произведений Мурильо: четырнадцать картин.

## Галерея

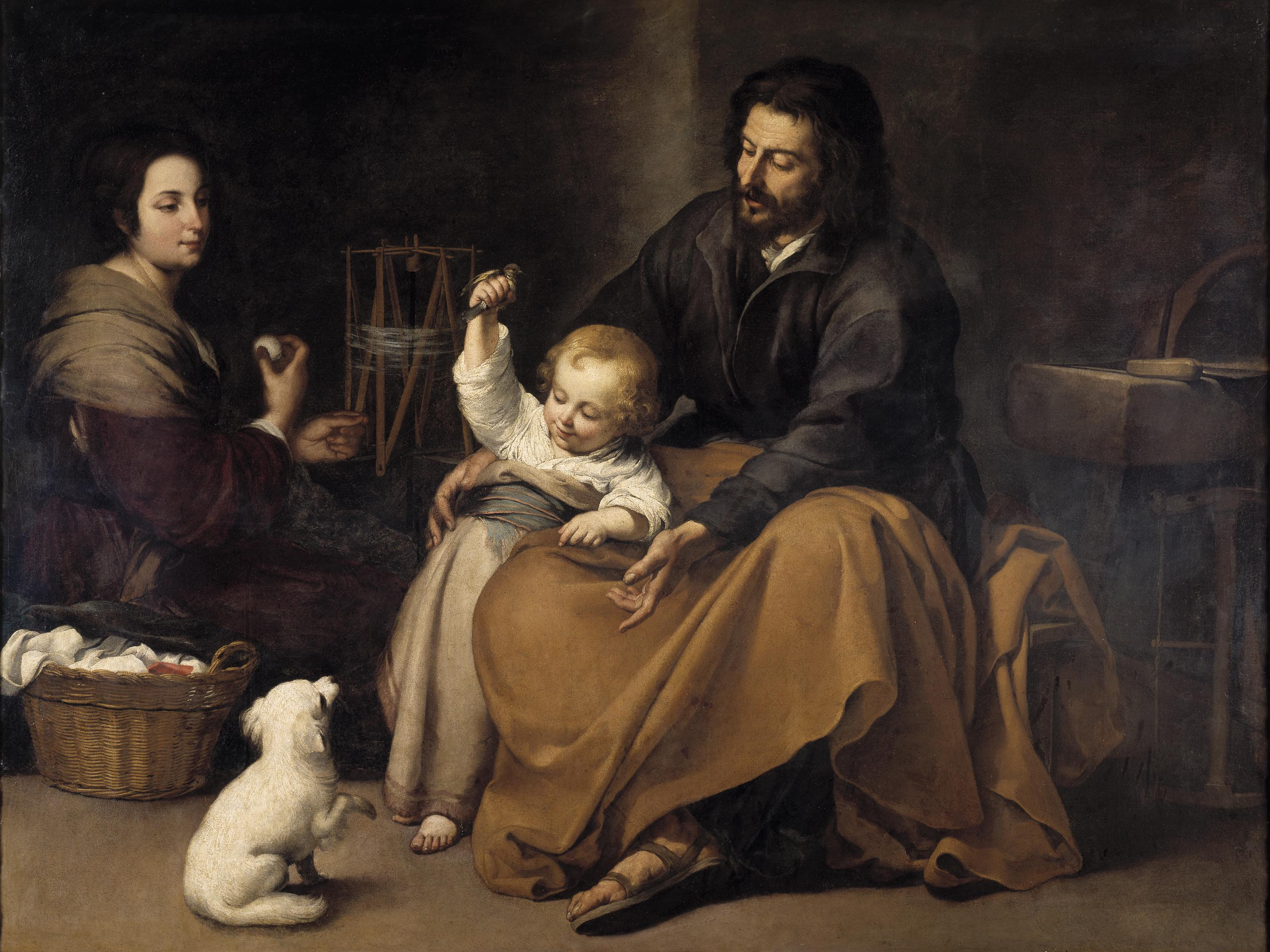
Святое семейство с птицей. 1640-е. Холст, масло. Прадо, Мадрид
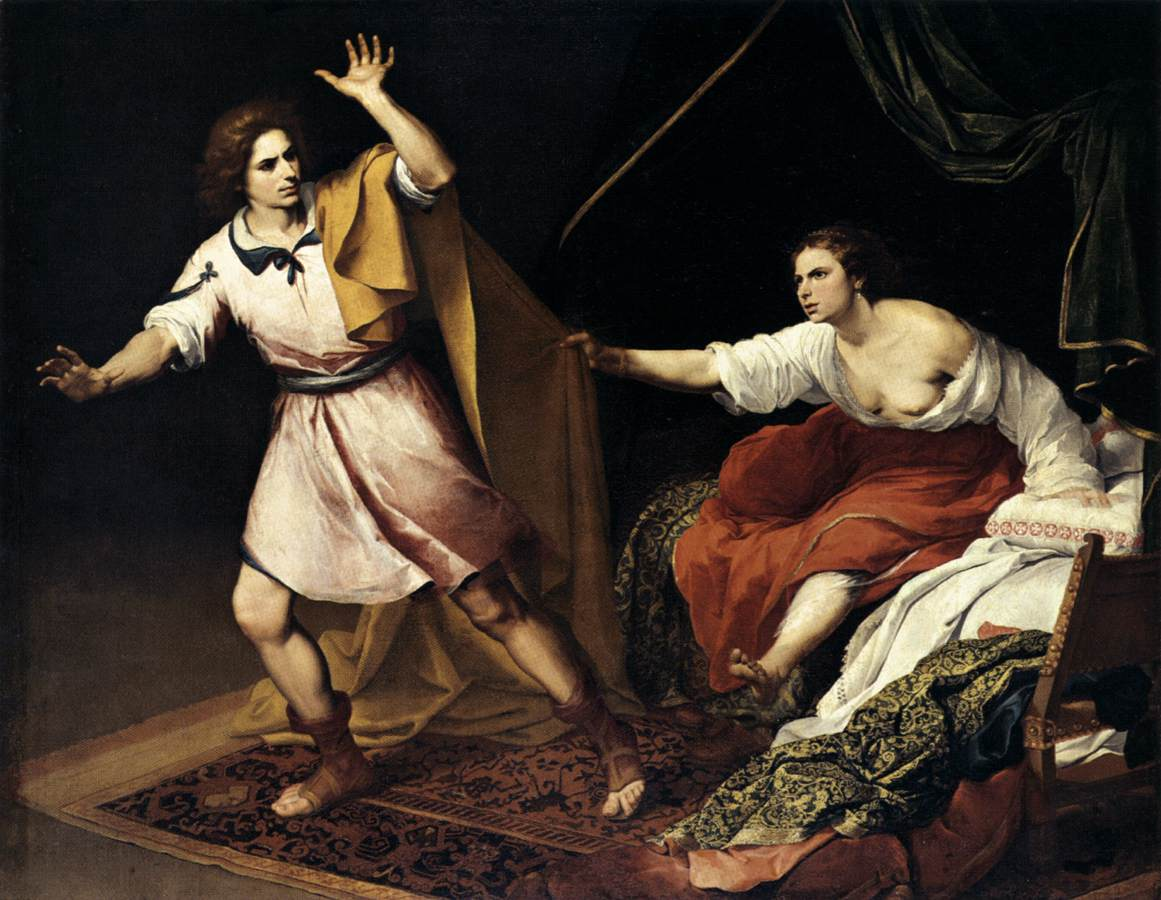
Иосиф и жена Потифара. Между 1640 и 1645. Холст, масло. Картинная галерея, Кассель
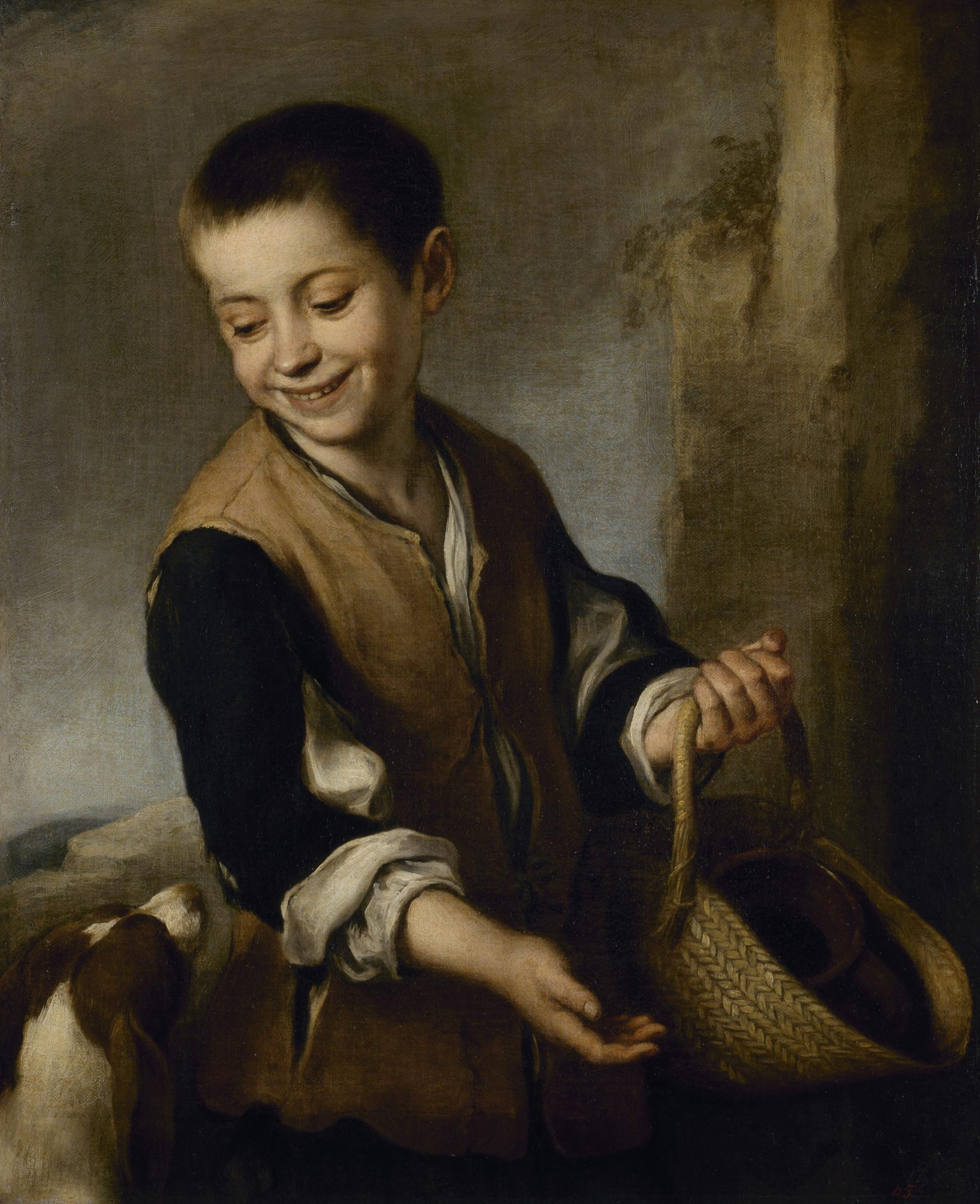
Мальчик с собакой. Между 1655 и 1660. Холст, масло. Государственный Эрмитаж, Санкт-Петербург
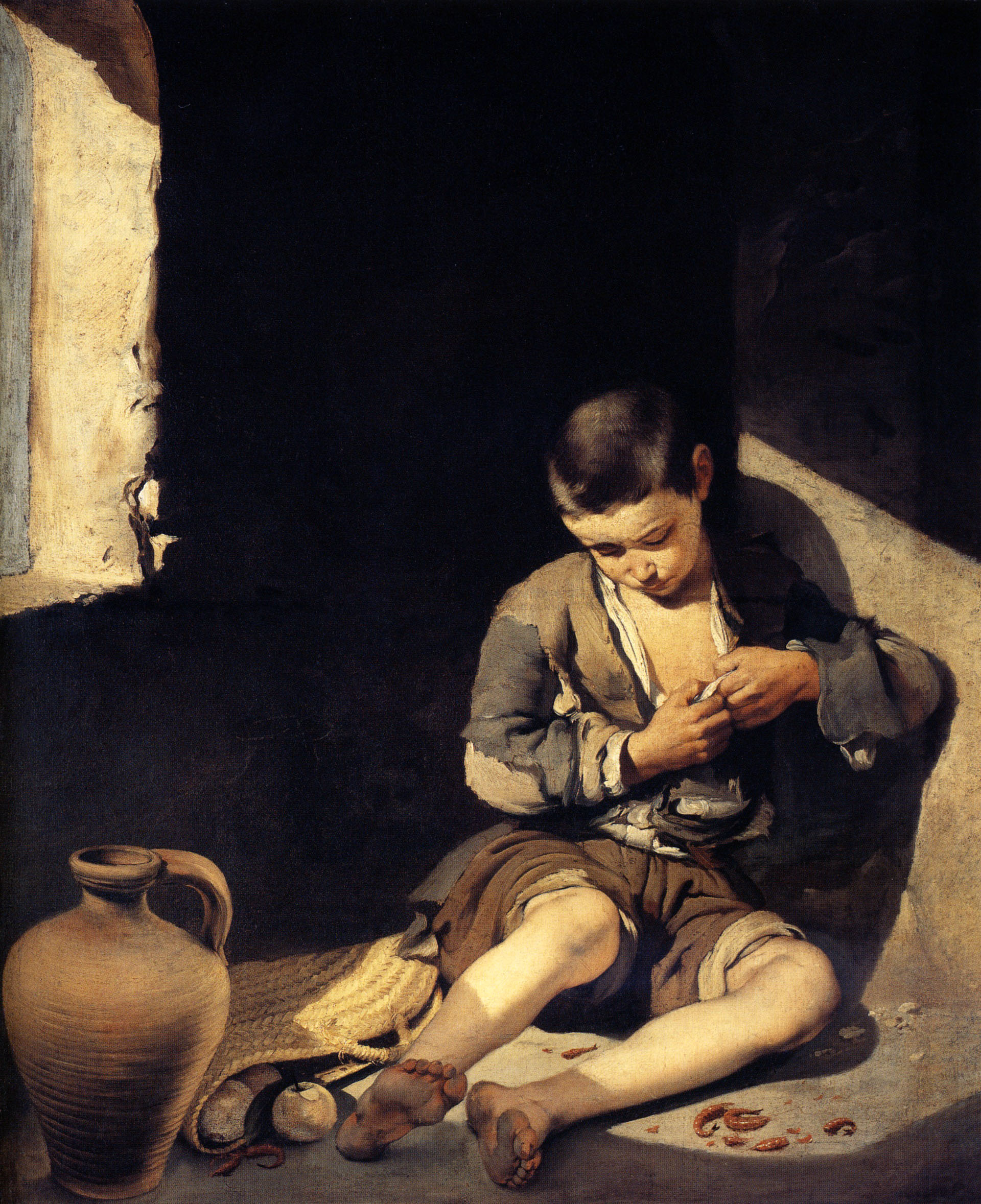
Юный нищий. Между 1645 и 1650. Холст, масло. Лувр, Париж
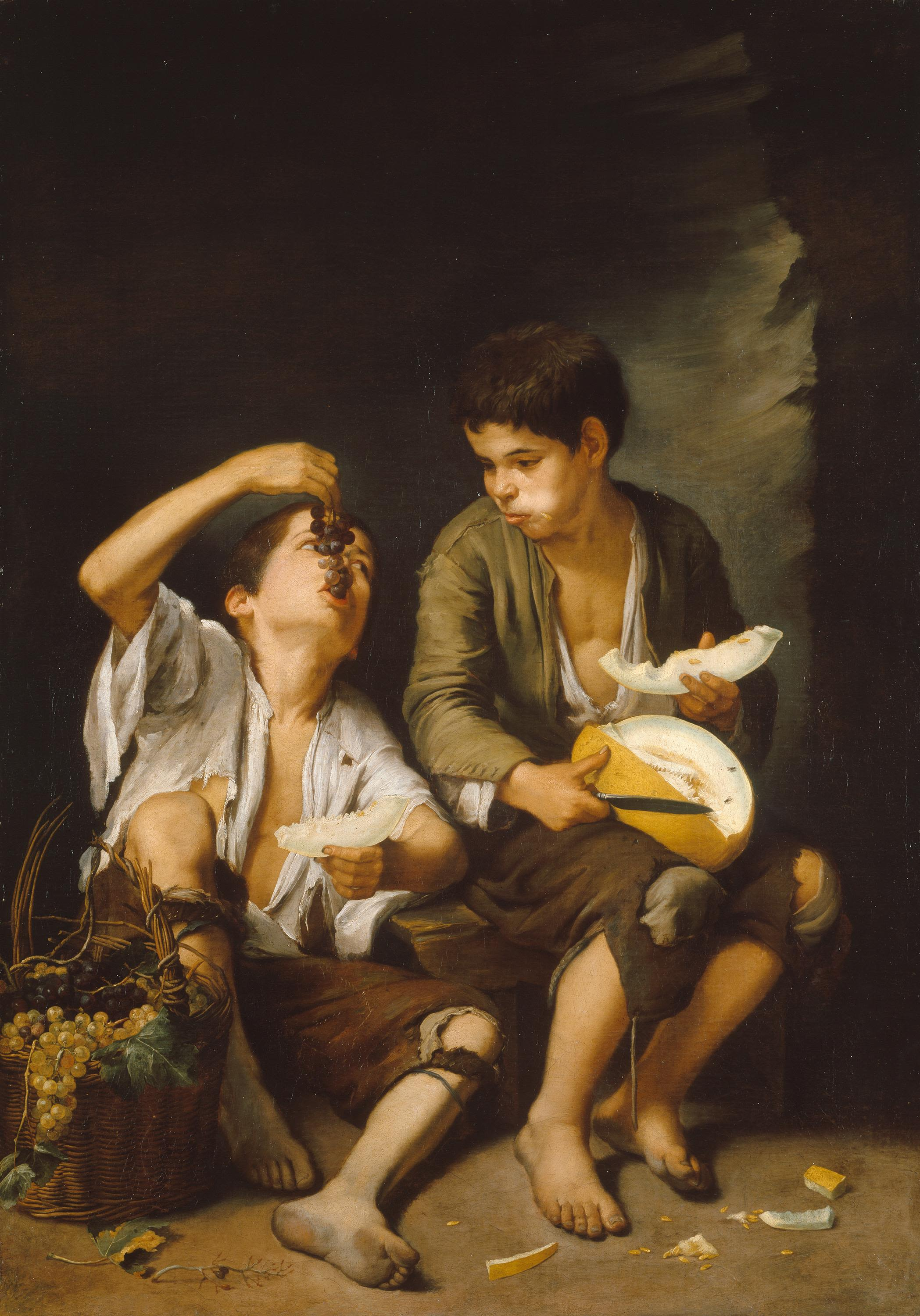
Мальчики, поедающие виноград и дыню. Ок. 1645. Холст, масло. Старая пинакотека, Мюнхен
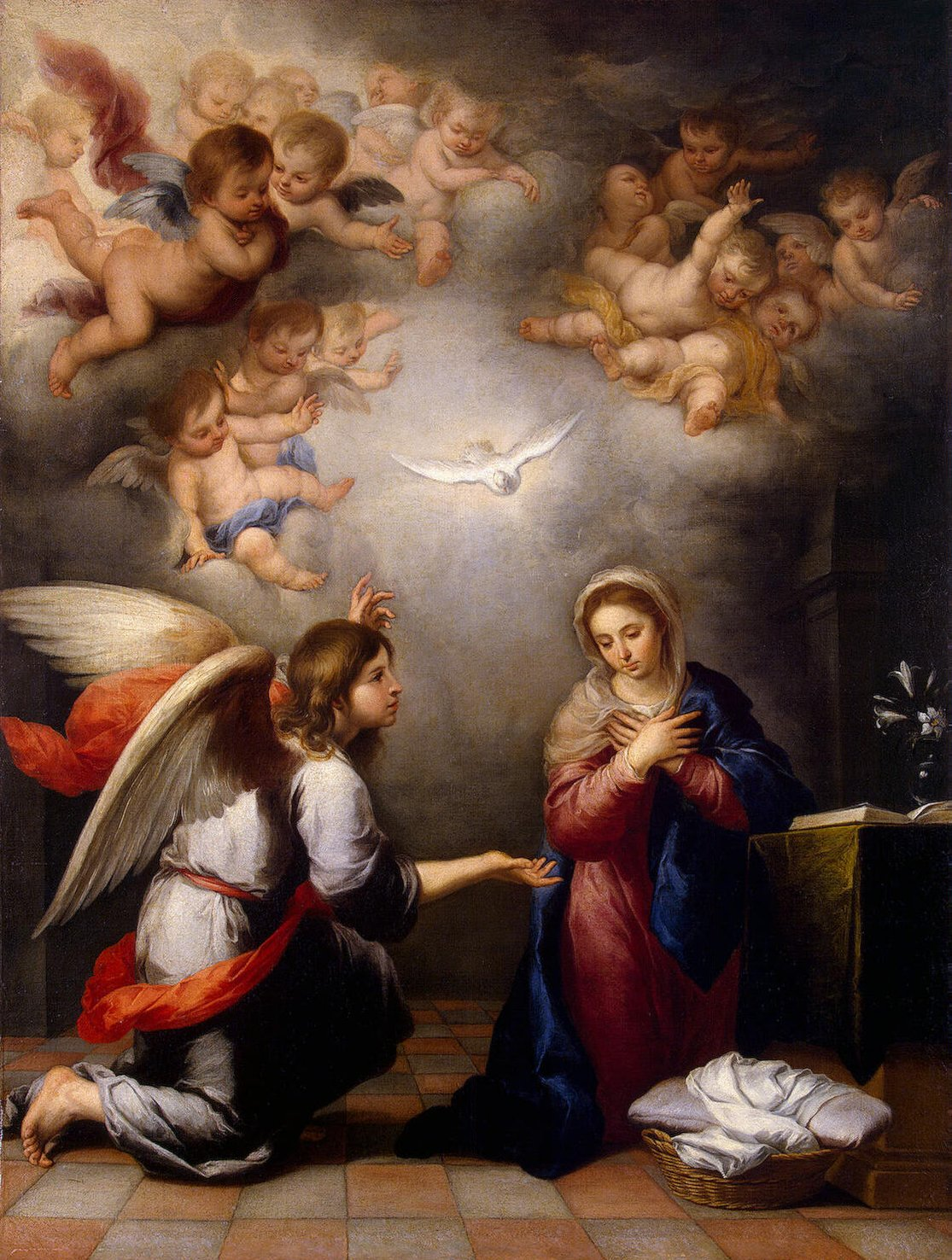
Благовещение. Между 1655 и 1660. Холст, масло. Государственный Эрмитаж, Санкт-Петербург
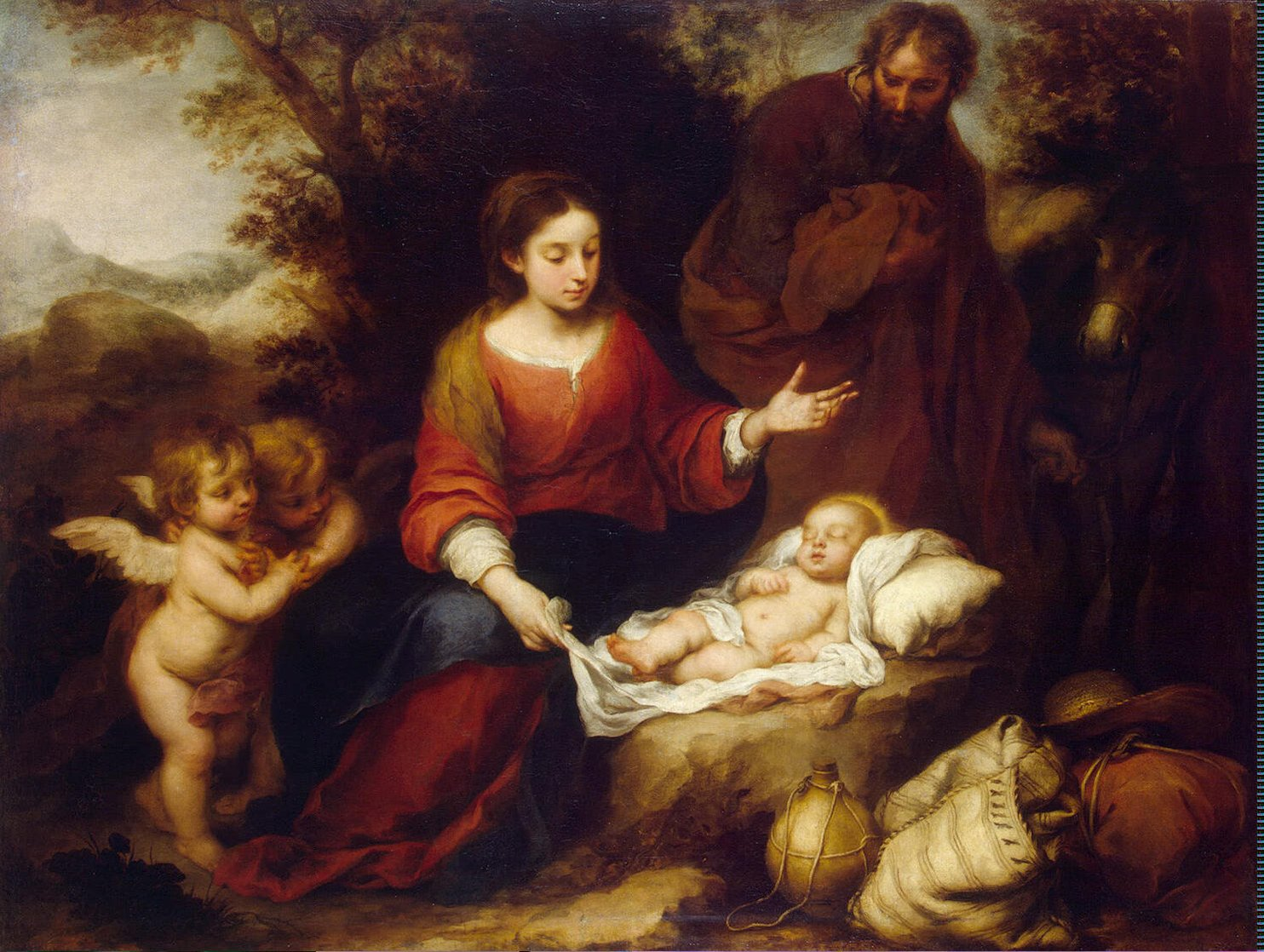
Отдых на пути в Египет. Ок. 1665. Холст, масло. Государственный Эрмитаж, Санкт-Петербург
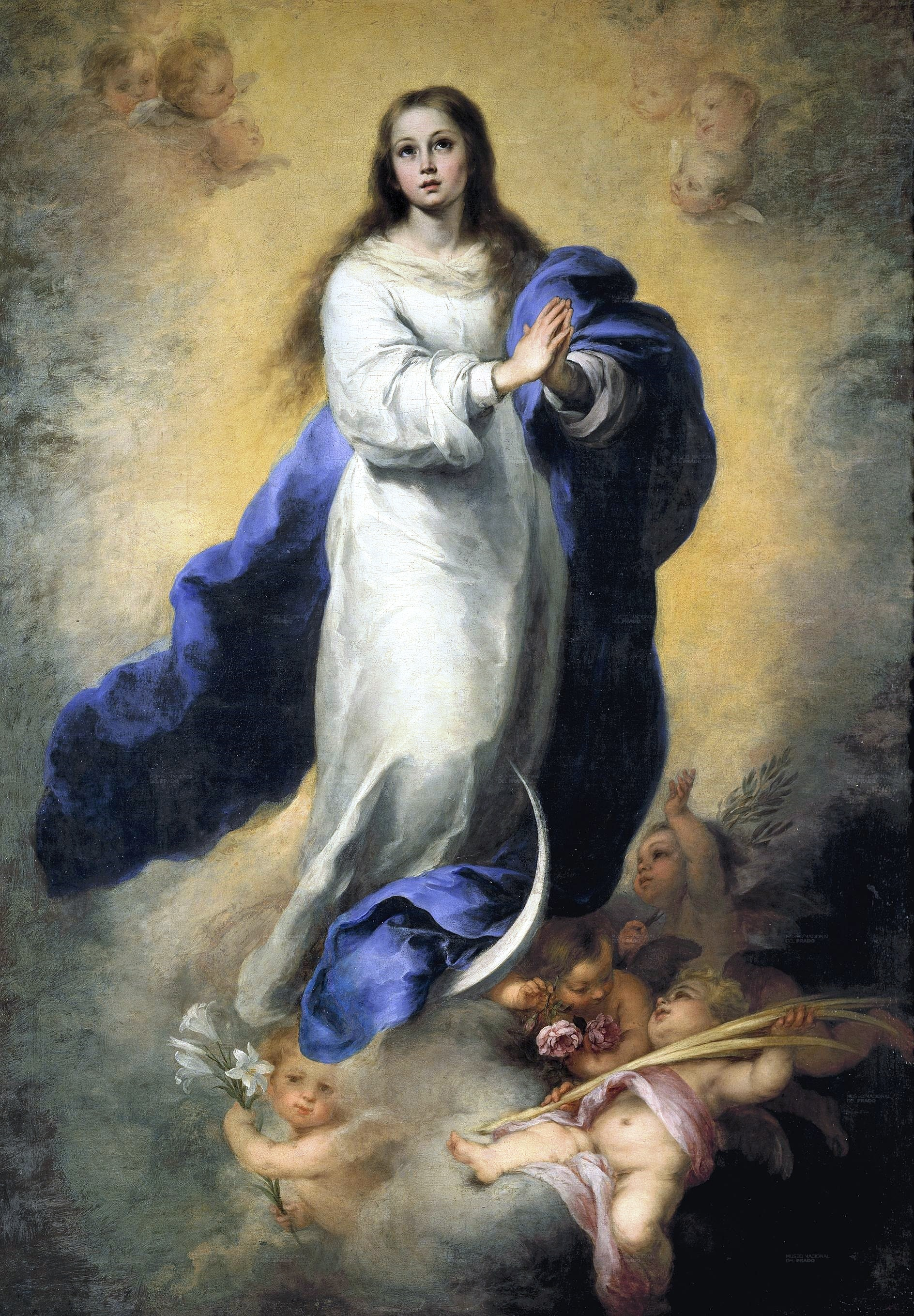
Мадонна Иммакулата. Между 1660 и 1665. Холст, масло. Прадо, Мадрид
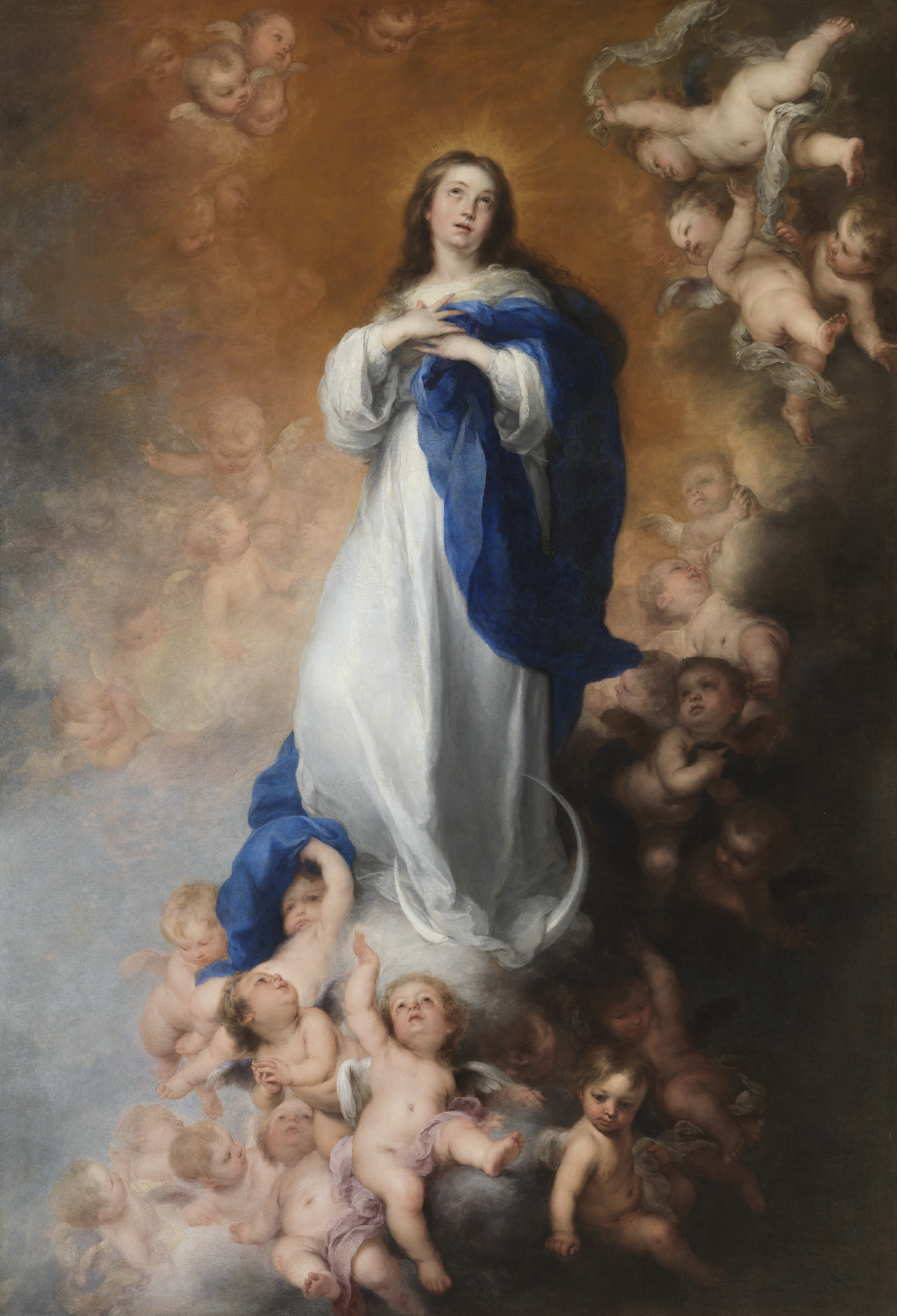
Mадонна Иммакулата Лос Венераблес. 1678. Холст, масло. Прадо, Мадрид
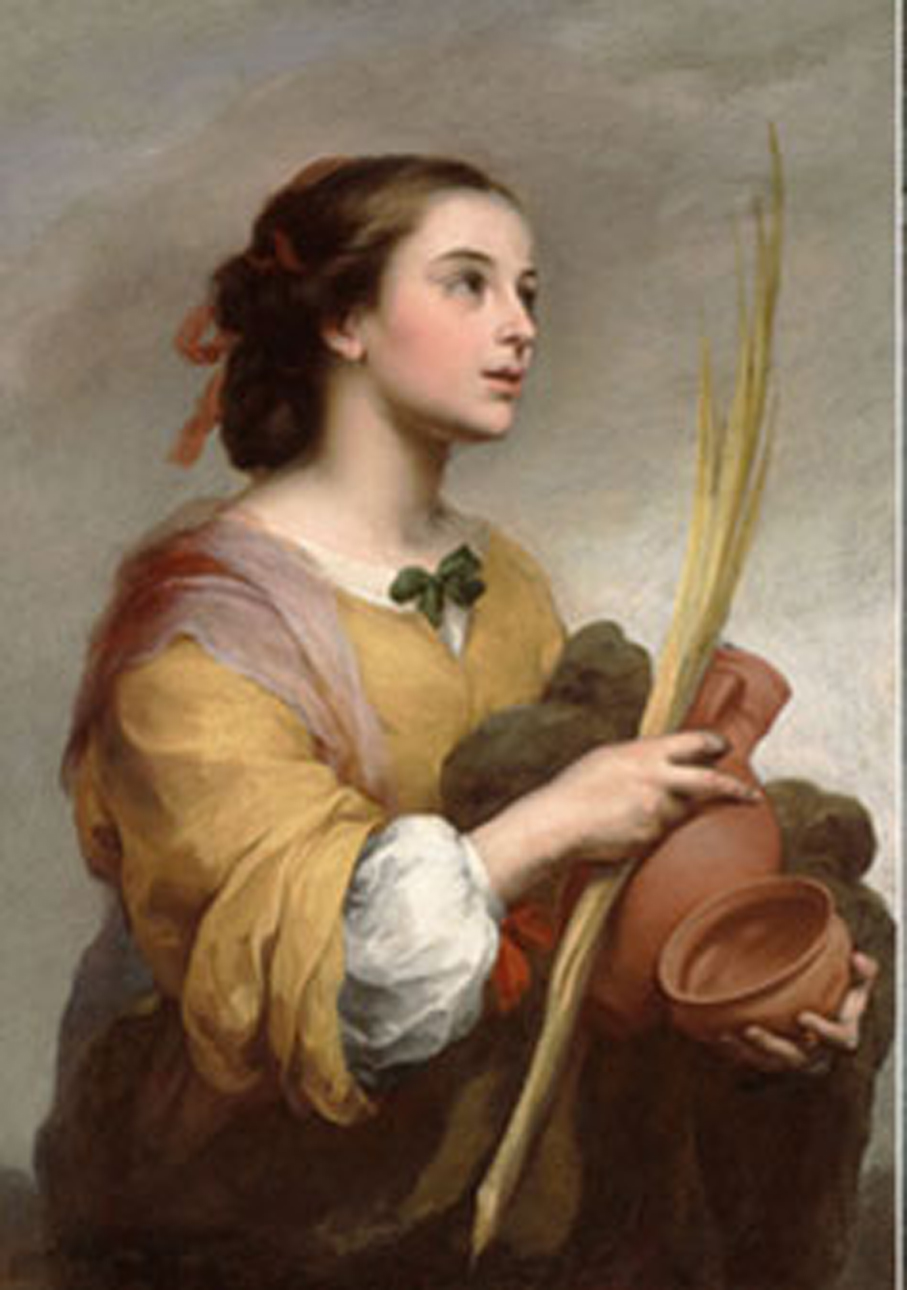
Святая Юста. Ок. 1665. Холст, масло. Музей Медоуз, Даллас, Техас, США
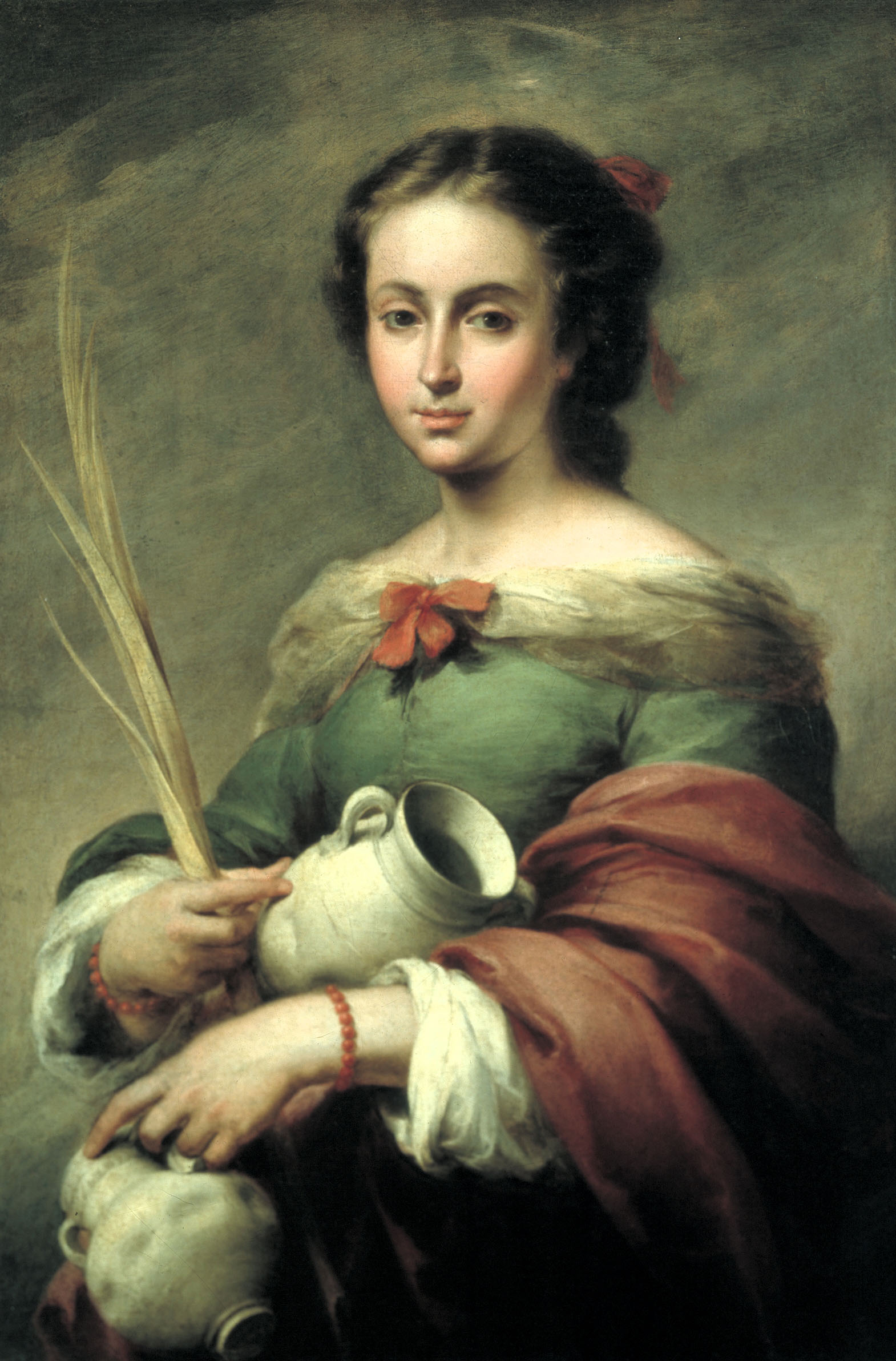
Святая Руфина. Ок. 1665. Холст, масло. Музей Медоуз, Даллас, Техас, США
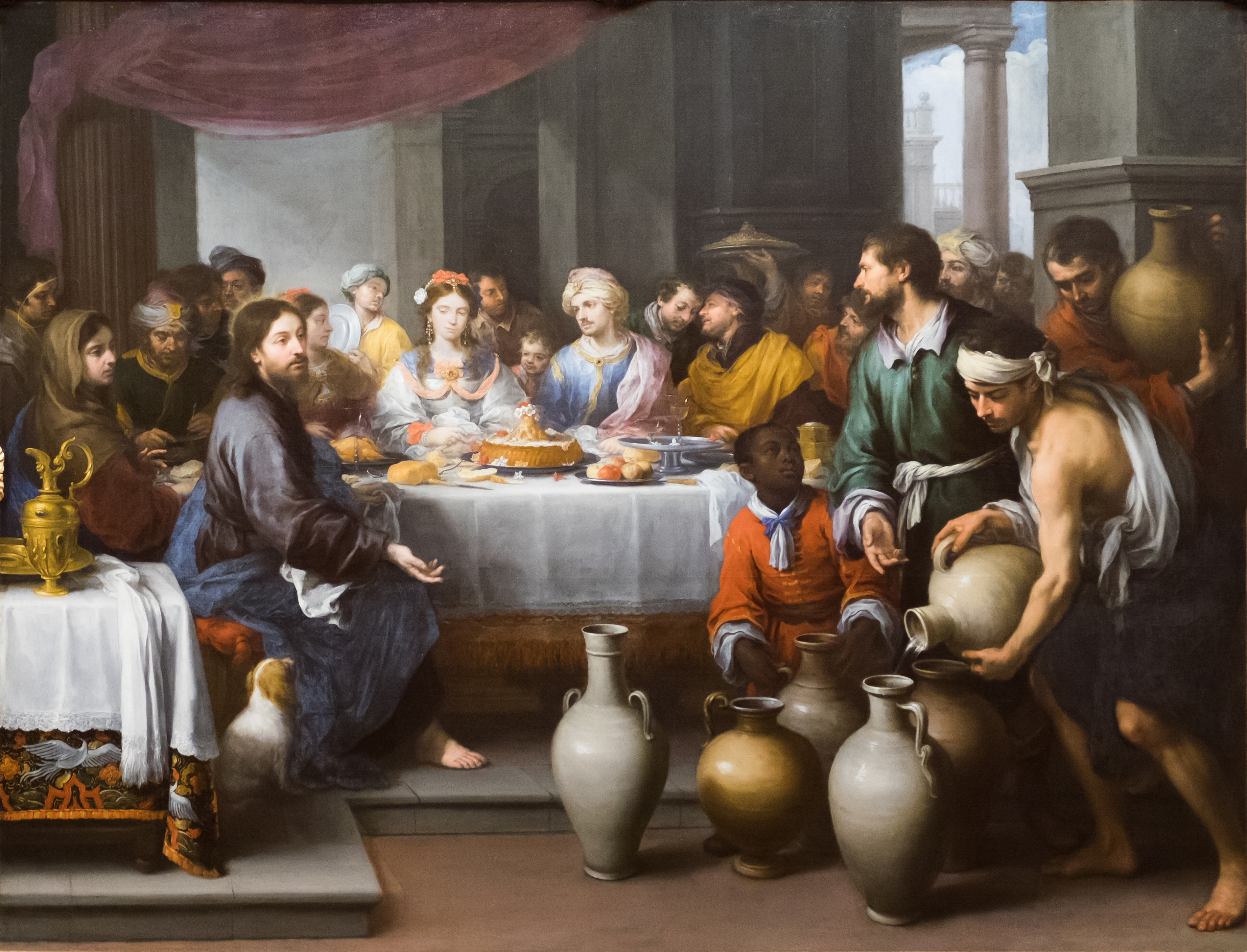
Брак в Кане Галилейской. Ок. 1672. Холст, масло. Институт изящных искусств Барбера, Бирмингем, Великобритания
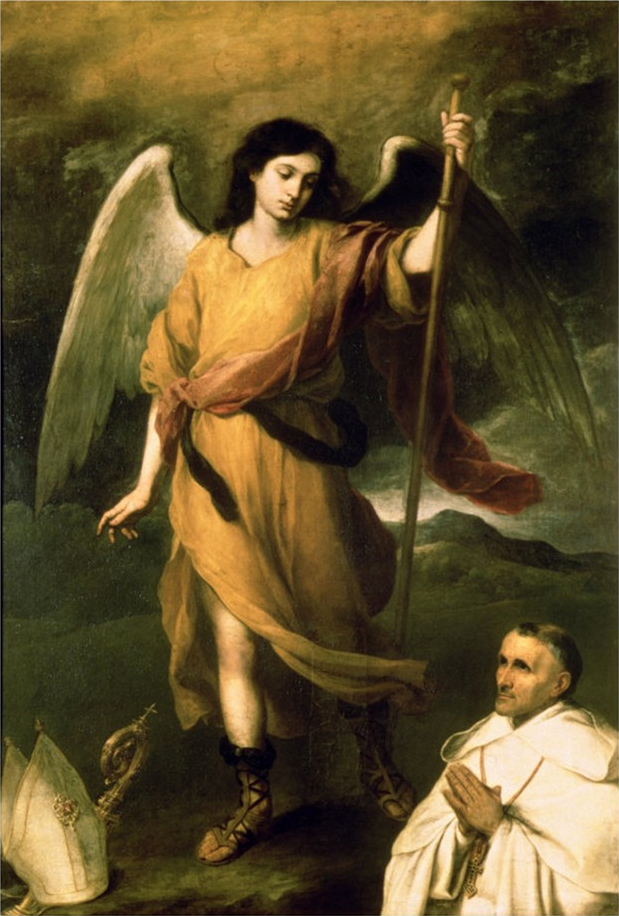
Архангел Рафаил и епископ Домонте. Ок. 1680. Холст, масло. Государственный музей изобразительных искусств имени А. С. Пушкина, Москва
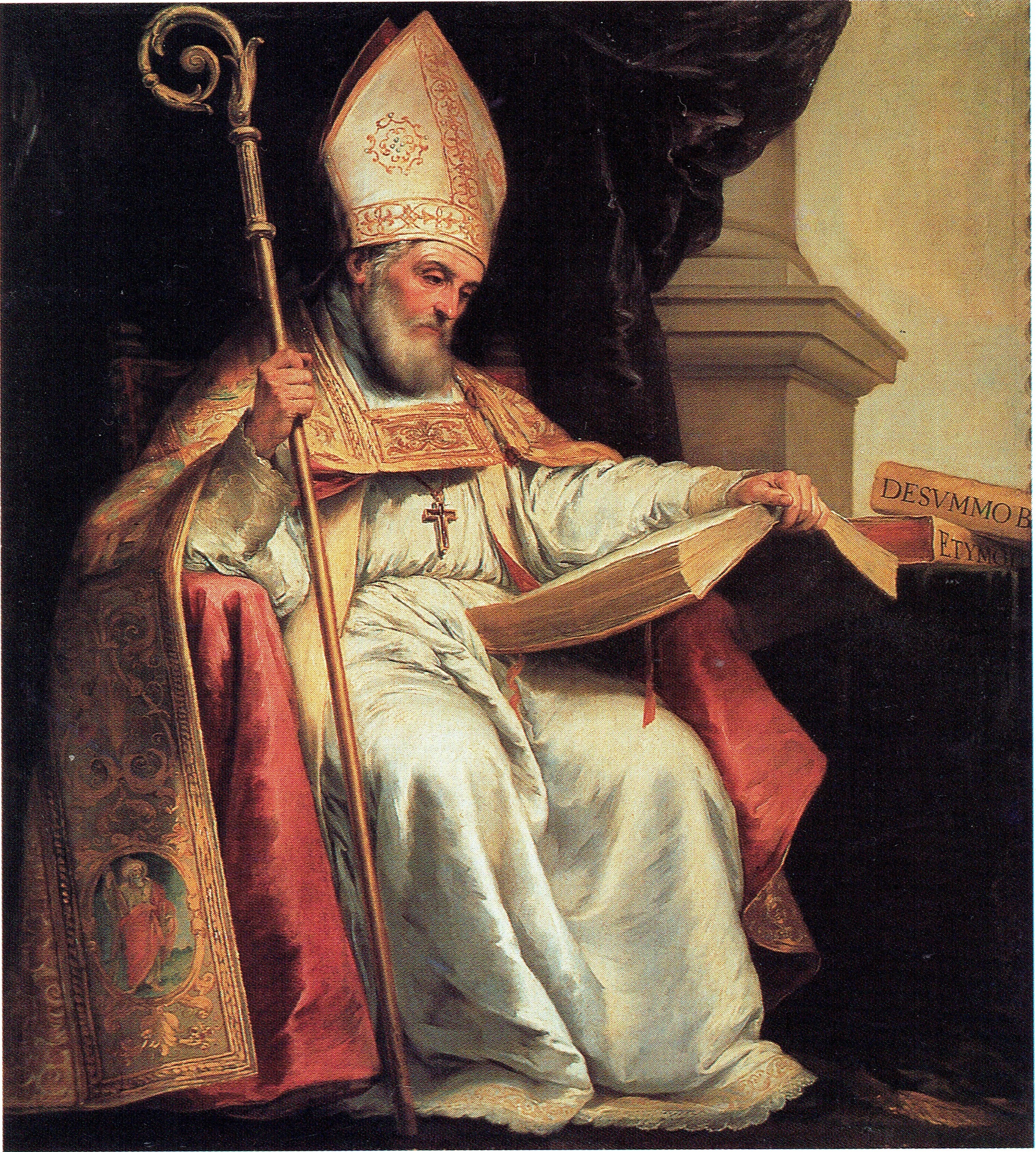
Святой Исидор Севильский. 1655. Холст, масло. Кафедральный собор, Севилья
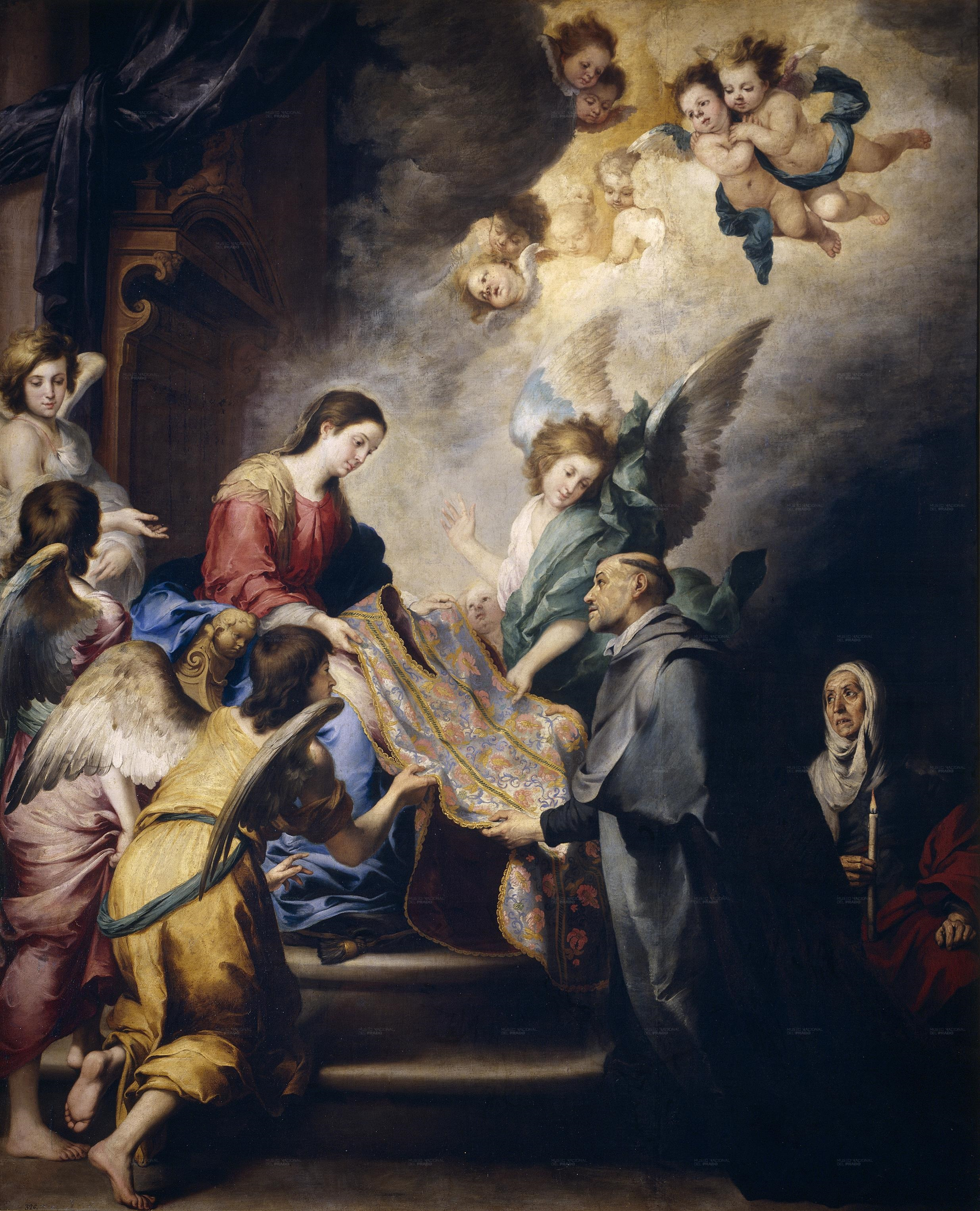
Явление Девы Марии святому Ильдефонсу. Ок. 1655. Холст, масло. Прадо, Мадрид